# 2807 Karl Marx
Karl Marx (asteroide 2807) é um asteroide da cintura principal, a 2,2798024 UA. Possui uma excentricidade de 0,1835444 e um período orbital de 1 704,29 dias (4,67 anos).
Karl Marx tem uma velocidade orbital média de 17,82421507 km/s e uma inclinação de 7,88646º.
Este asteroide foi descoberto em 15 de outubro de 1969 por Lyudmila Chernykh.
Seu nome é uma referência ao economista e filósofo alemão Karl Marx.